# Rebecca Frassini
Rebecca Frassini (Calcinate, 24 novembre 1988) è una politica italiana.

## Biografia
È laureata in scienze economico-aziendali presso l'Università degli Studi di Bergamo. Dal 2016 al 2021 è stata consigliere comunale a San Paolo d'Argon per la Lega Nord.
Alle elezioni politiche del 2018 è eletta deputata della Lega nel collegio plurinominale Lombardia 3 - 02. È membro dal 2018 della V Commissione bilancio, tesoro e programmazione, e dal 2019 della Commissione di vigilanza sulla Cassa Depositi e Prestiti.
Alle elezioni politiche del 2022 viene eletta nel collegio uninominale Lombardia 3 - 02 (Bergamo) con il 52,97%, superando Valentina Ceruti del centrosinistra (25,58%) e Niccolò Carretta di Azione - Italia Viva (11,46%).